# Lucy-sur-Cure
Lucy-sur-Cure é uma comuna francesa na região administrativa de Borgonha-Franco-Condado, no departamento de Yonne. Estende-se por uma área de 10,33 km². Em 2010 a comuna tinha 206 habitantes (densidade: 19,9 hab./km²).